# Рождество-Слуки
Рождество-Слуки (Погост на Слуках, также фиксировалось под отдельными названиями Рождество и Слуки) — упразднённый населённый пункт (село или погост) на территории муниципального образования город Алексин (бывшем Алексинском районе) Тульской области России. До упразднения уездно-губернского деления (1925) на территории Широносовской волости Алексинского уезда Тульской губернии.
Наряду с другим исчезнувшим селом-погостом, Серебрянь, Рождество-Слуки относилось к наиболее старинным поселениям на территории Алексинского уезда. Впервые упоминается в XVII веке.
Сохранилось кладбище (погост). На погосте был похоронен мореплаватель С. И. Челюскин (могила не сохранилась).

## Топоним
Название села, как написал в 1895 году П. И. Малицкий, происходило от храма, а название «что на Слуках» от урочища около села.

## География
Располагалось на расстоянии 50 км от Тулы, и 7 км от Алексина, в «гористой местности». На карте Алексинского уезда Тульской губернии 1846 года Погост на Слуках соседствует: к западу с селом Кишкино (в XXI веке урочище Большое Кишкино), к северо-востоку с селом (ныне деревня) Сукромна, к югу — деревней Душкина (ныне Душкино). Позднее к северу появилось селение Малое Кишкино.
Площадь села на 1895 год выводится из данных П. И. Малицкого. «Церковной земли: усадебной 2 десятины 1440 сажен, полевой 43 десятины 1553 сажени, сенокосу 3 десятины 800 сажен, под проселочными дорогами 1 десятина 900 сажен, под протоками 465 сажен, под церковью и кладбищем 400 сажен»

## История
Являлось «селом» по формальному признаку (наличие церкви), но по сути, было погостом (церковью с кладбищем и обслуживающим персоналом), поэтому бесследно исчезло после закрытия церкви после революции 1917 года.
Владения помещиков Змиевых. Майором Александром Змиевым в 1775 году был построен храм во имя Рождества Христова. В 1791 году его жена Агрипина Змиева устроила в храме придел во имя Чудотворца Николая. В 1910 г. церковь во имя Рождества Христова полностью перестроена и обновлена на средства московского домовладельца Степана Васильевича Баранова, происходившего из Алексинского уезда.
В 1895 г. о селе пишется:
« Время возникновения прихода с точностию определить нельзя, но судя по тому, что настоящий храм его, построенный в 1775 г., уже третий по счету, приход принадлежит к древнейшим по своему происхождению. По преданию, сохранившемуся в роде священников, преемственно поступавших на места своих родителей с 1792 г., приход этот был очень большой: теперешние приходы сел Сенева, Широносова, Колюпанова и Фомищева составляли части этого прихода и разновременно выделились из него в самостоятельные приходы. 

В настоящее время приход состоит, кроме села, из деревень: Душкина в полуверсте от села, Кишкина в таком же разстоянии, Картавцева в 5-ти верстах, Киевцы в 3-х верстах, Лукерьина, Сукромны, Сычева и Меньшикова. Всего населения в приходе числится 646 мужескаго пола и 728 женска пола. 

Первоначальный храм в приходе был деревянный, находящийся от настоящей церкви саженях в 10-ти. Второй также деревянный храм построен был, как видно из надписи на сохранившемся храмозданном кресте, в 1648 г…. Когда этот храм покончил свое существование, неизвестно. Третий храм, существующий теперь, во имя Рождества Христова, построен в 1775 г. на средства прихожанина, маиора Александра Змиева. Придельный алтарь в храме, во имя Чудотворца Николая, устроен в 1791 г. на средства жены храмоздателя Агриппины Змиевой. В 1848 г. храм был капитально обновлен, при чём уничтожена была шедшая вокруг церкви галерея, а колокольня, стоявшая отдельно, соединена была с храмом. Причт состоит из священника, диакона и псаломщика»
.

## Инфраструктура
Личное подсобное хозяйство с зоной сельскохозяйственного использования. На 1915 г. в селе числилось 2 двора.
В 1889 году в селе открыта церковно-приходская школа.
```
В санитарном отношении местность села была настолько благоприятной, что по совету врачей, сюда направлялись больные для поправки здоровья в летнее время.
```